# 近藤康史
近藤康史（こんどう やすし、1973年-　）は、日本の政治学者（政治学、比較政治）。名古屋大学教授。
愛知県生まれ。1995年名古屋大学法学部政治学科卒業。 2000年同大学院法学研究科博士後期課程修了、博士（法学）。博士論文は、「『新しい政治』における左翼の変容：ポスト福祉国家のヘゲモニック・プロジェクトをめぐって」。

## 著書
- 『左派の挑戦 理論的刷新からニュー・レイバーへ』木鐸社 2001
- 『個人の連帯 「第三の道」以後の社会民主主義』勁草書房 2008
- 『社会民主主義は生き残れるか 政党組織の条件』勁草書房 2016
- 『分解するイギリス　民主主義モデルの漂流』ちくま新書、2017

### 共編著
- 『社会保障と福祉国家のゆくえ』齋藤純一,宮本太郎共編 ナカニシヤ出版 2011
- 『連邦制の逆説? 効果的な統治制度か』松尾秀哉,溝口修平,柳原克行共編 ナカニシヤ出版 2016
- 『現代イギリス政治　第二版』梅川正美,阪野智一,力久昌幸編　成文堂　2014
- 『模索する政治 : 代表制民主主義と福祉国家のゆくえ』田村哲樹, 堀江孝司編　ナカニシヤ出版, 2011.7

## 論文
- <近藤康史